# 中和营河
中和营河，位于中国云南省开远市东部，是西江南盘江段右岸支流，发源于开远市碑格乡大黑山，向北流经中和营镇，于绿水坛村以北入南盘江。全长23.7公里，落差850米，流域面积429平方公里，流域多年平均年径流量0.86亿立方米。河流水质为Ⅱ～Ⅲ类。